# مزاتة
قرية مزاتة والشيخ جبر هي إحدى القرى التابعة لمركز جرجا بمحافظة سوهاج في جمهورية مصر العربية. حسب إحصاءات سنة 2006، بلغ إجمالي السكان في مزاتة والشيخ جبر 9778 نسمة، منهم 4676 رجل و5102 امرأة.